# Nuuk
Nuuk (Pronunciació en groenlandès: [nu:k]; pronunciació en danès: [nuːɡ]; en danès: Godthåb) és la capital i ciutat més gran de Groenlàndia i el municipi de Sermersooq. És la seu del govern nacional i el centre cultural i econòmic més gran del país. Les principals ciutats més properes a la capital són Iqaluit i St. John's al Canadà i Reykjavík a Islàndia. La ciutat conté gairebé un terç de la població de Groenlàndia, i també té el seu edifici més alt. Nuuk és la seu del govern del municipi de Sermersooq. El gener del 2016 tenia 17,316 habitants.
L'actual ciutat fou fundada el 1728 pel governador dano-noruec Claus Paarss quan va traslladar l'anterior Colònia Esperança (en danès: Haabets Koloni) de Hans Egede al continent, i l'anomenà Bona Esperança (Godthåb). La ciutat va ser reanomenada Nuuk el 1979, encara que el Godthåb va romandre en ús en danès. Nuuk significa «cap» en groenlandès, ja que la població se situa a la desembocadura del fiord de Nuup Kangerlua a la riba oriental del mar de Labrador. La seva latitud, a 64° 10'N, la converteix en la capital més septentrional del món, situada a pocs quilòmetres al nord de la capital d'Islàndia, Reykjavík. Des del 2009 el servei d'autobusos urbans Nuup Bussii ofereix serveis de transport urbà a Nuuk per al nou municipi de Sermersooq, que uneix el centre amb els barris perifèrics de Nuussuaq i Qinngorput, així com Qernertunnguit a Quassussuup Tungaa. L'any 2012 els autobusos van transportar més de 2 milions de passatgers al voltant de la ciutat de Nuuk. El campus de la Universitat de Groenlàndia, seu d'Estadístiques de Groenlàndia, i les principals propietats de la Biblioteca nacional de Groenlàndia es troba a l'extrem nord de la ciutat, prop de la carretera que duu a l'aeroport de Nuuk.
Nuuk rep principalment l'energia elèctrica de la planta hidroelèctrica de Buksefjord, energia renovable que arriba a la ciutat alimentada a través d'una línia elèctrica de 132 kV que creua el fiord d'Ameralik amb una distància de 5.376 m, la línia elèctrica més llarga del món.

## Història
L'indret té una llarga història de poblament. La zona al voltant de Nuuk va ser ocupada per primera vegada pels antics pobles pre-Inuit, que eren paleoesquimals de la cultura Saqqaq que vivien a la zona del ja abandonat poblat de Qoornoq i s'hi van estar fins a l'any 2200 aC, Posteriorment la zona va ser habitada durant molt de temps per la cultura Dorset, al voltant de l'antic poblat de Kangeq, però els pobladors d'aquesta cultura van desaparèixer dels voltants de Nuuk abans de l'any 1000. La zona de Nuuk va ser habitada per exploradors vikings al segle x (Assentament occidental) i poc després per pobles Inuit. Els Inuit i els nòrdics van viure amb poca interacció en aquesta àrea des d'entorn del 1000 fins a la desaparició de l'assentament nòrdic per motius incerts durant el segle xv.

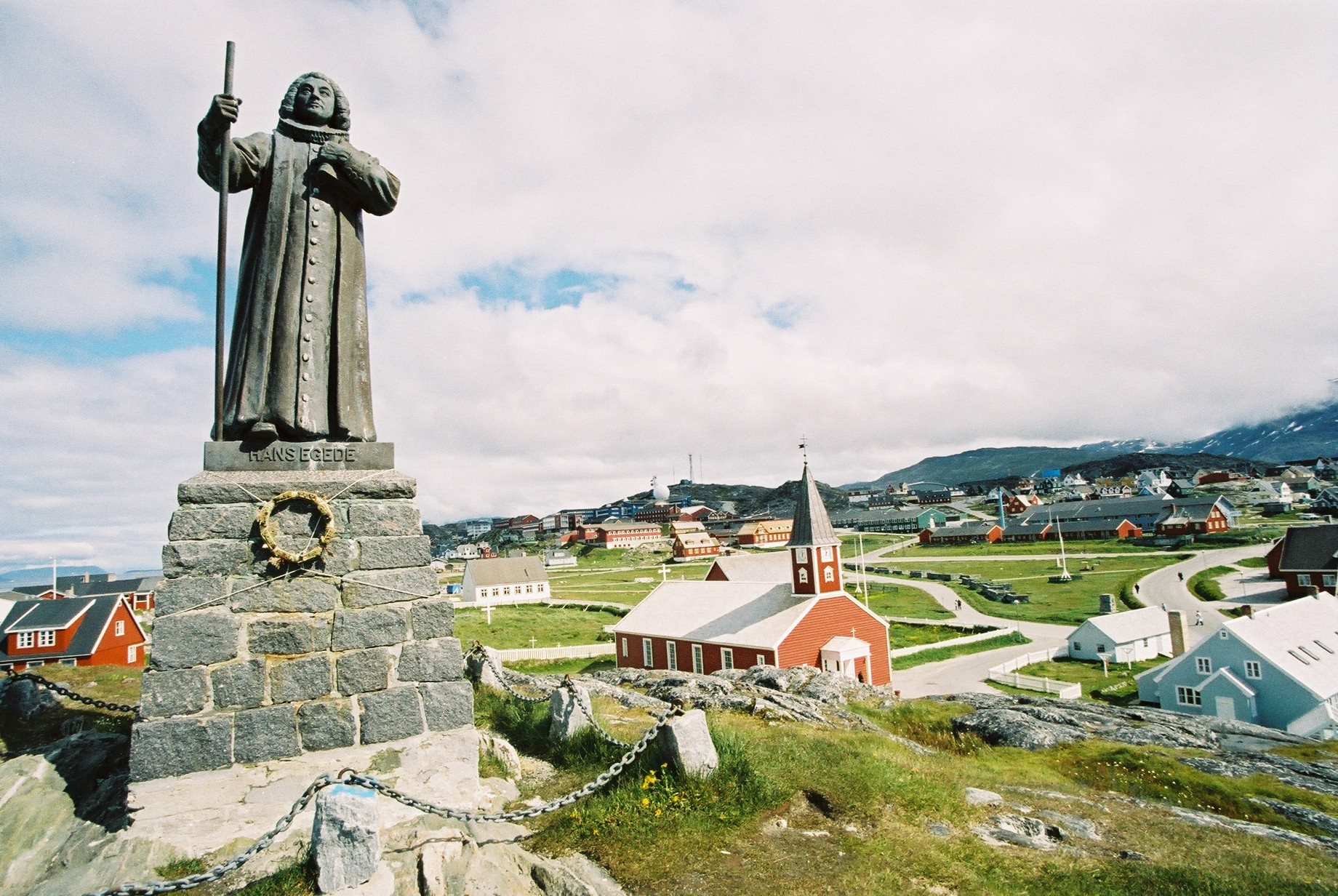
L'estàtua de Hans Egede a Nuuk.

La ciutat pròpiament dita va ser fundada com el fort de Godt-Haab el 1728 pel governador reial Claus Paarss, quan va traslladar l'antiga missió de Colònia Esperança (Haabets Koloni) de l'illa de Kangeq a la part continental. En aquella època, Groenlàndia era encara formalment una colònia danesa sota la unida Corona dano-noruega, però la colònia no havia tingut cap contacte amb la metròpoli durant tres segles. Els colons de Paars eren soldats amotinats, convictes i prostitutes, i molts d'ells van morir durant el primer any d'escorbut i altres malalties. El 1733 i el 1734, una epidèmia de verola va matar la majoria de la població indígena, així com la muller d'Egede. Hans Egede va tornar a Dinamarca el 1736 després de 15 anys a Groenlàndia, tot i que va deixar-hi el seu fill Paul per tal que continués la seva feina. Godthaab va esdevenir la seu de govern per a la colònia danesa de Groenlàndia del sud, mentre que Godhavn (la moderna Qeqertarsuaq) va ser la capital de Groenlàndia del nord fins al 1940, quan l'administració es va unificar a Godthaab.
El 1733 uns missioners de Moràvia van obtenir un permís per iniciar una missió a l'illa; el 1747 ja hi havia prou conversos per impulsar la construcció de la Casa de la missió dels germans de Moràvia i l'establiment formal de la missió com a Nova Herrnhut (en danès: Nye-Hernhut). Aquest petit assentament va esdevenir el nucli de la Nuuk actual, ja que molts groenlandesos de la costa del sud-est van deixar el seu territori per viure a l'assentament de la missió. Partint d'aquesta base, es van establir noves missions a Lichtenfels (1748), Lichtenau (1774), Friedrichsthal (1824), Umanak (1861) i Idlorpait (1864), que van finalitzar el 1900 per ordre de la luterana Església de Dinamarca.
Al voltant del 1850, Groenlàndia i especialment l'àrea al voltant de Nuuk es trobaven en crisi. Els europeus havien portat malalties i una cultura que xocava amb la dels groenlandesos nadius. Durant aquells anys molts groenlandesos vivien immersos en la pobresa. El 1853, Hinrich Johannes Rink va arribar a Groenlàndia i va veure que els groenlandesos havien perdut gran part de la seva cultura i identitat sota la influència danesa. Tant és així que el 1861 ell mateix va fundar l'Atuagagdliutt, el primer periòdic de Groenlàndia, amb un groenlandès natiu com a editor. Aquest diari establert a Nuuk es va convertir més tard en significatiu per a la identitat de Groenlàndia.
Durant la Segona Guerra Mundial es va produir un despertar de la identitat nacional de Groenlàndia. Els groenlandesos compartien un llenguatge escrit i es reunien en consell sota el lideratge d'Eske Brun a Nuuk. El 1940 es van establir a la ciutat un consolat nord-americà i un altre de canadenc. Sota la nova normativa l'any 1950, els dos consells de la ciutat es van unificar en un de sol, que va ser abolit l'1 de maig del 1979 quan la ciutat de Godthåb va ser rebatejada Nuuk pel nou autogovern de Groenlàndia. La ciutat va créixer durant la dècada del 1950, quan Dinamarca va començar a modernitzar Groenlàndia. Com a tota Groenlàndia en general, la ciutat de Nuuk està poblada actualment tant per inuits com per danesos. Més d'un terç de la població total de Groenlàndia viu a la regió de l'àrea metropolitana del Gran Nuuk.
Un article que examina les influències indígenes sobre ciutats de tot el món va suggerir:
Una ciutat... destaca. Nuuk... té probablement el percentatge més elevat de persones aborígens de qualsevol ciutat: gairebé el 90% dels 58.000 habitants de Groenlàndia són Inuit, i 8 de cada 10 ciutadans viuen en assentaments urbans. Nuuk també celebra la cultura i la història inuit fins a un punt que no té precedents a moltes ciutats amb una alta població aborigen. Per proporció i per autoritat i impacte cultural, podria ben ser que la petita Nuuk sigui la ciutat més indígena del món.

## Geografia

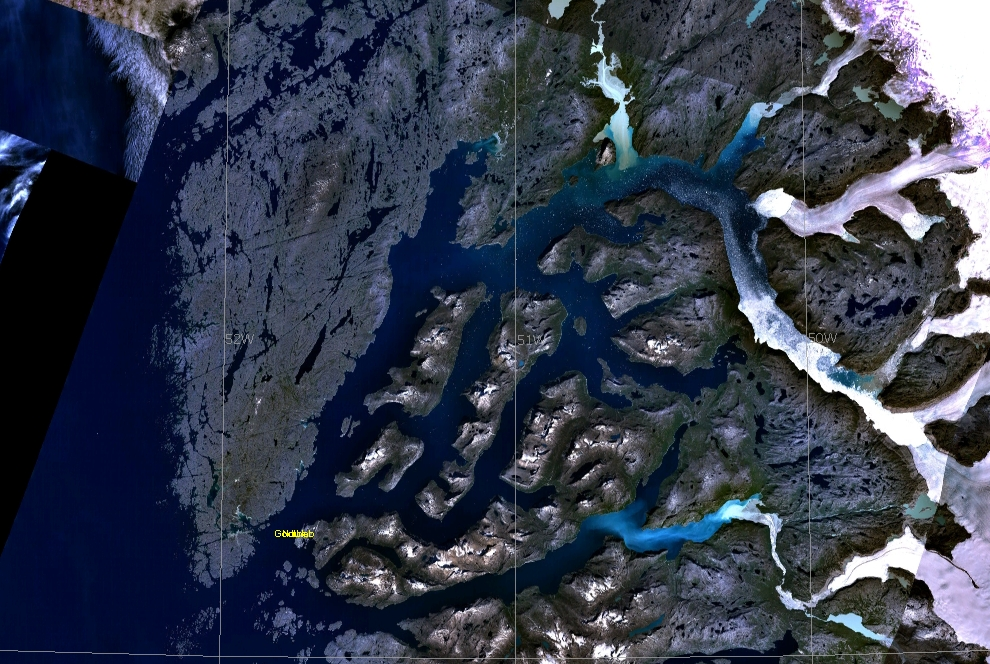
Imatge de satèl·lit de la ciutat (ressaltada en groc)

Nuuk es troba aproximadament a 64° 10′ N, 51° 44′ O / 64.167°N,51.733°O, a la desembocadura de Nuup Kangerlua (anomenat anteriorment riu de Baal), a uns 10 km de les costes del mar de Labrador al sud-oest costa de Groenlàndia, i a uns 240 km al sud del cercle polar àrtic. Inicialment, el fiord flueix cap al nord-oest, per després girar cap al sud-oest a 64° 43′ N, 50° 37′ O / 64.717°N,50.617°O, dividint-se en tres braques en el seu tram inferior, amb tres illes grans entre els braços: l'illa Sermitsiaq, l'illa Qeqertarsuaq i Qoornuup Qeqertarsua. El fiord s'eixampla en una badia esquitxada d'illots rocosos propera a la desembocadura, i desemboca al mar de Labrador a aproximadament 64° 03′ N, 51° 58′ O / 64.050°N,51.967°O. A uns 20 km al nord-est, arribant a una altura de 1.210 m, es pot veure Sermitsiaq des de gairebé tot Nuuk. De fet, aquesta illa-muntanya ha donat nom al diari nacional Sermitsiaq. Més a prop de la ciutat es troben els pics de Store Malene (790 m) i Lille Malene (420 m). La declinació magnètica és extrema a Nuuk.

## Clima
Nuuk té un clima de tundra d'influència marítima (Köppen ET), amb hiverns freds, llargs, i nevosos i estius frescs. El 22 de desembre, el dia més curt i la nit més llarga de l'any, el sol surt a les 10:30 i es pon a les 14:20. Per contra, el dia més llarg i la nit més curta de l'any, el 21 de juny, el sol surt a les 03:00 i no es pon fins a les 00:00. Nuuk pot tenir temperatures relativament suaus ocasionalment durant tot l'any, tal com indica que la temperatura màxima absoluta de tots els mesos superi els 13 °C. Les mitjanes mensuals oscil·len entre -7.5 °C i 8 °C, mentre que els extrems extrems oscil·len entre -32.5 °C i 26.3 °C .
Les precipitacions anuals són de 831,6 mm, de les quals la major part són en forma de neu. El mes més sec és el gener, amb 42,1 mm mensuals, i el més humit és l'agost, amb 87,6 mm.
| Dades climàtiques a Nuuk (1981–2010)       | Dades climàtiques a Nuuk (1981–2010) | Dades climàtiques a Nuuk (1981–2010) | Dades climàtiques a Nuuk (1981–2010) | Dades climàtiques a Nuuk (1981–2010) | Dades climàtiques a Nuuk (1981–2010) | Dades climàtiques a Nuuk (1981–2010) | Dades climàtiques a Nuuk (1981–2010) | Dades climàtiques a Nuuk (1981–2010) | Dades climàtiques a Nuuk (1981–2010) | Dades climàtiques a Nuuk (1981–2010) | Dades climàtiques a Nuuk (1981–2010) | Dades climàtiques a Nuuk (1981–2010) | Dades climàtiques a Nuuk (1981–2010) |
| Mes                                        | gen                                  | febr                                 | març                                 | abr                                  | maig                                 | juny                                 | jul                                  | ag                                   | set                                  | oct                                  | nov                                  | des                                  | anual                                |
| ------------------------------------------ | ------------------------------------ | ------------------------------------ | ------------------------------------ | ------------------------------------ | ------------------------------------ | ------------------------------------ | ------------------------------------ | ------------------------------------ | ------------------------------------ | ------------------------------------ | ------------------------------------ | ------------------------------------ | ------------------------------------ |
| Màxima rècord °C (°F)                      | 13.5 (56.3)                          | 13.0 (55.4)                          | 14.8 (58.6)                          | 13.0 (55.4)                          | 18.3 (64.9)                          | 24.0 (75.2)                          | 26.3 (79.3)                          | 22.0 (71.6)                          | 22.8 (73)                            | 18.9 (66)                            | 15.8 (60.4)                          | 13.2 (55.8)                          | 26.3 (79.3)                          |
| Màxima mitjana °C (°F)                     | −5.5 (22.1)                          | −5.8 (21.6)                          | −4.9 (23.2)                          | −0.9 (30.4)                          | 3.9 (39)                             | 8.5 (47.3)                           | 11.2 (52.2)                          | 10.1 (50.2)                          | 6.5 (43.7)                           | 2.0 (35.6)                           | −1.4 (29.5)                          | −3.1 (26.4)                          | 1.4 (34.5)                           |
| Mitjana diària °C (°F)                     | −7.5 (18.5)                          | −7.5 (18.5)                          | −7.4 (18.7)                          | −2.5 (27.5)                          | 1.8 (35.2)                           | 5.4 (41.7)                           | 8.0 (46.4)                           | 7.6 (45.7)                           | 4.5 (40.1)                           | 0.6 (33.1)                           | −3.2 (26.2)                          | −4.7 (23.5)                          | −0.5 (31.1)                          |
| Mínima mitjana °C (°F)                     | −10.5 (13.1)                         | −11.1 (12)                           | −10.3 (13.5)                         | −5 (23)                              | −1 (30)                              | 2.1 (35.8)                           | 4.2 (39.6)                           | 4.5 (40.1)                           | 2.3 (36.1)                           | −1.4 (29.5)                          | −5.3 (22.5)                          | −7.6 (18.3)                          | −2.5 (27.5)                          |
| Mínima rècord °C (°F)                      | −32.5 (−26.5)                        | −29.6 (−21.3)                        | −27.5 (−17.5)                        | −20.0 (−4)                           | −15.0 (5)                            | −10.3 (13.5)                         | −6.6 (20.1)                          | −4.7 (23.5)                          | −8.2 (17.2)                          | −16.6 (2.1)                          | −24.4 (−11.9)                        | −22.2 (−8)                           | −32.5 (−26.5)                        |
| Precipitació mitjana mm (polzades)         | 42.1 (1.657)                         | 57.6 (2.268)                         | 49.2 (1.937)                         | 45.3 (1.783)                         | 57.9 (2.28)                          | 47.3 (1.862)                         | 65.9 (2.594)                         | 87.6 (3.449)                         | 87.0 (3.425)                         | 71.0 (2.795)                         | 105.6 (4.157)                        | 113.9 (4.484)                        | 831.6 (32.74)                        |
| Mitjana de dies de precipitació (≥ 1.0 mm) | 10.7                                 | 9.1                                  | 9.9                                  | 8.7                                  | 8.5                                  | 7.3                                  | 7.8                                  | 10.0                                 | 9.9                                  | 9.4                                  | 10.4                                 | 12.2                                 | 113.9                                |
| Mitjana mensual d'hores de sol             | 31                                   | 84                                   | 186                                  | 240                                  | 186                                  | 150                                  | 186                                  | 124                                  | 90                                   | 62                                   | 30                                   | 0                                    | 1.369                                |
| Percentage d'hores de sol                  | 18.4                                 | 34.8                                 | 51.2                                 | 52.9                                 | 32.5                                 | 23.7                                 | 30.5                                 | 24.4                                 | 23.0                                 | 20.4                                 | 15.5                                 | 0.0                                  | 27.27                                |
| Font #1: Météo Climat                      |                                      |                                      |                                      |                                      |                                      |                                      |                                      |                                      |                                      |                                      |                                      |                                      |                                      |
| Font #2: BBC Weather (només sol)           |                                      |                                      |                                      |                                      |                                      |                                      |                                      |                                      |                                      |                                      |                                      |                                      |                                      |

El clima (8,0 °C al juliol) és massa fred i supera el que és considerat com a límit arbori (10 °C durant el mes més càlid). Hi ha alguns arbres plantats que no es mantenen bé.

## Demografia
Amb 17,316 habitants a partir del 2016, Nuuk és, amb diferència, la ciutat més gran i de més ràpid creixement de Groenlàndia. Tot i una disminució general de la població del país, es va registrar un augment de 174 habitants a Nuuk del 2014 al 2015. Nuuk, Paamiut i Tasiilaq són les úniques poblacions del municipi de Sermersooq (un terç de Groenlàndia) que han crescut constantment durant les últimes dues dècades. La població de Nuuk s'ha duplicat des del 1977, ha augmentat més d'un terç des del 1990 i gairebé un 21% des de l'any 2000. A més dels nascuts a Groenlàndia, 3.636 van néixer fora del país. Atrets per bones oportunitats d'ocupació amb alts salaris, els danesos han continuat instal·lant-se a la ciutat. Avui, Nuuk té la proporció més gran de danesos de qualsevol ciutat de Groenlàndia. La meitat dels immigrants de Groenlàndia viuen a Nuuk, que també representa una quarta part de la població nativa del país.

## Govern i política

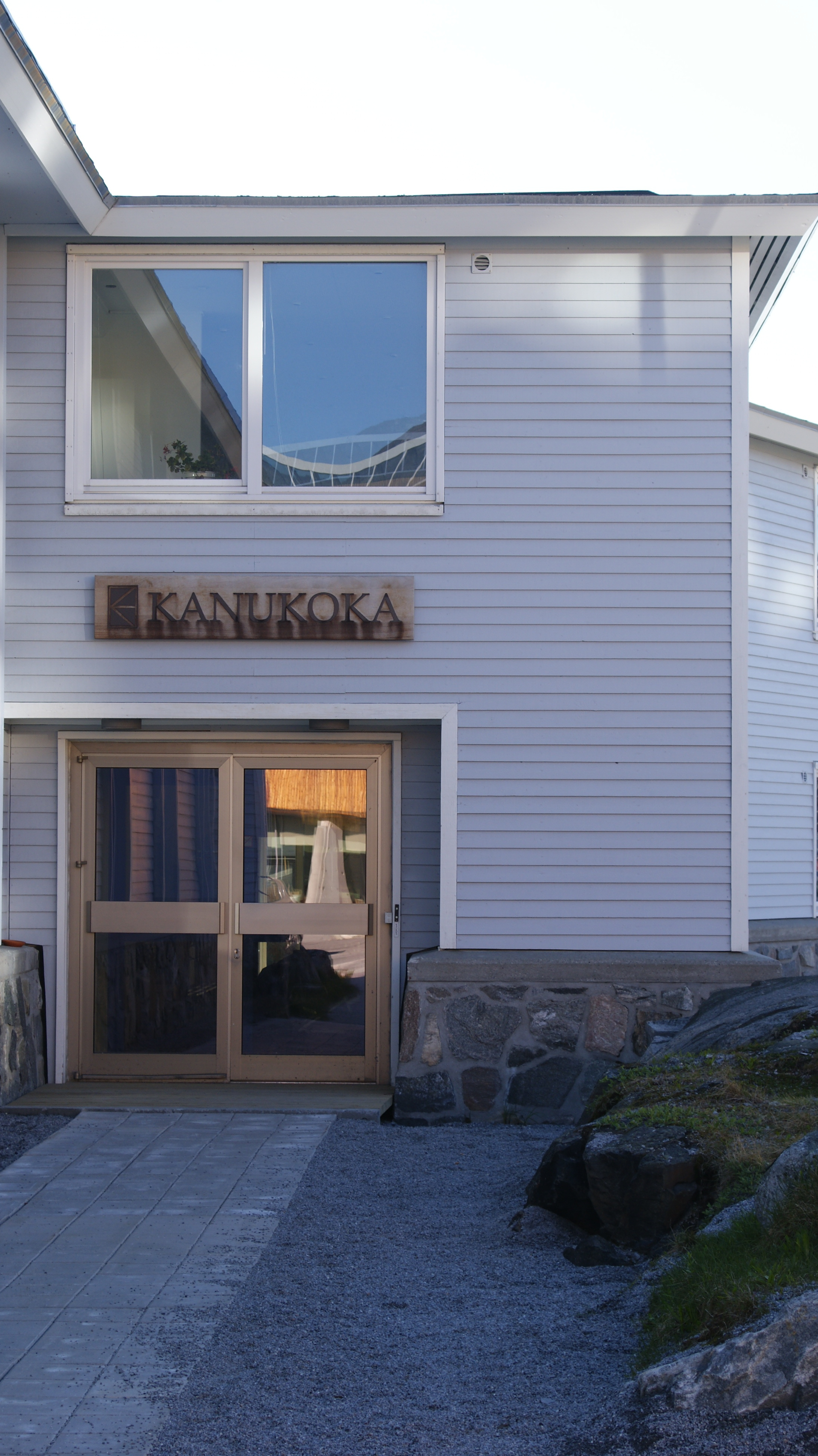
Seu de KANUKOKA, al centre de Nuuk

Com a capital de Groenlàndia, Nuuk és el centre administratiu del país, que conté tots els edificis i institucions governamentals principals. Els òrgans del sector públic són també els principals ocupadors de la ciutat.
Des del desembre del 2015, l'alcalde de Nuuk és Asii Chemnitz Narup. És membre del partit Inuit Ataqatigiit.
El Parlament de Groenlàndia, l'Inatsisartut, es troba a Nuuk. Té 31 escons i els seus membres són elegits per vot popular sobre la base de la representació proporcional en mandats de quatre anys. Tots els principals partits polítics de Groenlàndia tenen la seva seu a Nuuk, inclosos Inuit Ataqatigiit, Siumut, Demokraatit, Atassut, Kattusseqatigiit i Arnat Partiiat.

### KANUKOKA
KANUKOKA (en groenlandès: Kalaallit Nunaanni Kommunit Kattuffiannit) té la seu a Nuuk. És una associació dels municipis de Groenlàndia, liderada per Enok Sandgreen. L'objectiu de l'organització és facilitar la cooperació entre els quatre municipis de Groenlàndia: Kujalleq, Qaasuitsup, Qeqqata i Sermersooq. L'organització dirigeix les eleccions municipals cada quatre anys, les últimes de les quals van tenir lloc el 2012. Totes les autoritats municipals de Groenlàndia són membres de l'organització. L'associació està supervisada per Maliina Abelsen, la ministra d'Afers Socials del Govern de Groenlàndia.

## Economia i infraestructures
Tot i ser una ciutat petita, Nuuk ha desenvolupat comerç, negocis, exportacions i altres indústries. Va començar com un petit assentament pesquer amb un port però a mesura que l'economia es desenvolupava ràpidament durant els anys 1970 i 1980, la indústria pesquera de la capital va disminuir. No obstant això, el port encara alberga gairebé la meitat de la flota pesquera de Groenlàndia. La planta processadora local de Royal Greenland absorbeix peix i marisc desembarcats per valor de més de 50 milions de DKK (7 milions d'US$) per any, principalment de gamba, però també bacallà, peix globus i halibut. Els mariscs, inclòs el pinnípede, també es venen en abundància als mercats de peix de Nuuk, el més gran dels quals el mercat de Kalaaliaraq. Minerals com el zinc i l'or han contribuït al desenvolupament de l'economia de Nuuk.
La ciutat, com gran part de Groenlàndia, depèn en gran manera de la inversió danesa i depèn de Dinamarca per al finançament en bloc.

### Energia
Tota l'electricitat de Grenlàndia és alimentada per l'empresa estatal Nukissiorfiit, que té el monopoli de l'electricitat a Groenlàndia. Des del 1993, Nuuk ha rebut la seva energia elèctrica principalment de la planta hidroelèctrica de Buksefjord per mitjà d'una línia elèctrica de 132 kV que creua el fiord d'Ameralik a una distància de 5.376 m, el tram elèctric llarg del món.

### Educació

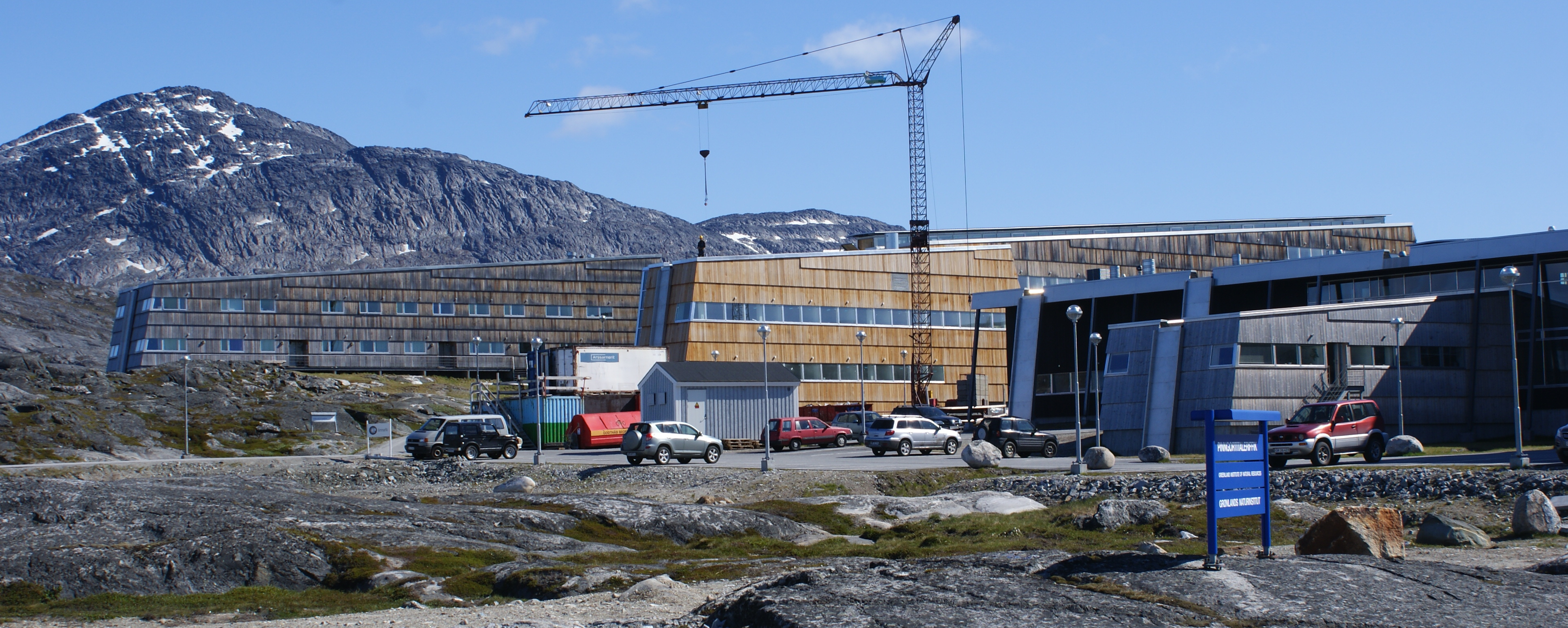
La Universitat de Groenlàndia

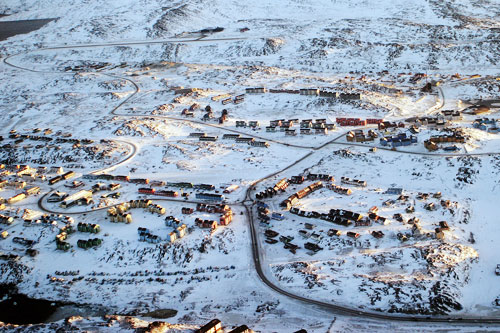
Nuuk des de l'aire

Nuuk té diverses institucions educatives d'educació superior. La Universitat de Groenlàndia (Ilisimatusarfik), que és l'única universitat de Groenlàndia, es troba a Nuuk. La universitat va ser fundada el 1987 i es va expandir el 2007 amb el nou edifici anomenat Ilimmarfik que alberga departaments de periodisme, gestió i economia, idioma, literatura i mitjans de comunicació, història cultural i social, teologia i religió i treball social. Nuuk també és la llar del Departament d'Aprenentatge (Ilinniarfissuaq), la instal·lació educativa més antiga de Groenlàndia, a l'antiga part colonial de Nuuk (Nuutoqaq: Nuuk antiga). Altres institucions educatives notables són el Departament d'Infermeria i Ciències de la Salut, el Col·legi Tecnològic de Nuuk i l'Escola Iron & Metal.

### Salut
La ciutat és atesa per l'Hospital Reina Íngrid. No només es tracta del principal hospital del municipi, sinó de l'hospital central de tota Groenlàndia. L'hospital té al voltant de 130 llits.

### Turisme
L'Oficina de Turisme de Nuuk va ser construïda el 1992 per albergar la seu de la nova Junta Nacional de Turisme de Groenlàndia.

### Compres
Nuuk és un bon lloc per comprar art i artesania d'alta qualitat. Al juliol de 2012 es va inaugurar el primer centre comercial de Groenlàndia, el Nuuk Center (abreujat com a NC). Aquest centre comercial té el primer estacionament subterrani de Groenlàndia. Hi ha diversos supermercats, com el de Nuuk Center, Pisiffik, Brugseni i Spar.

## Transport

### Aeri

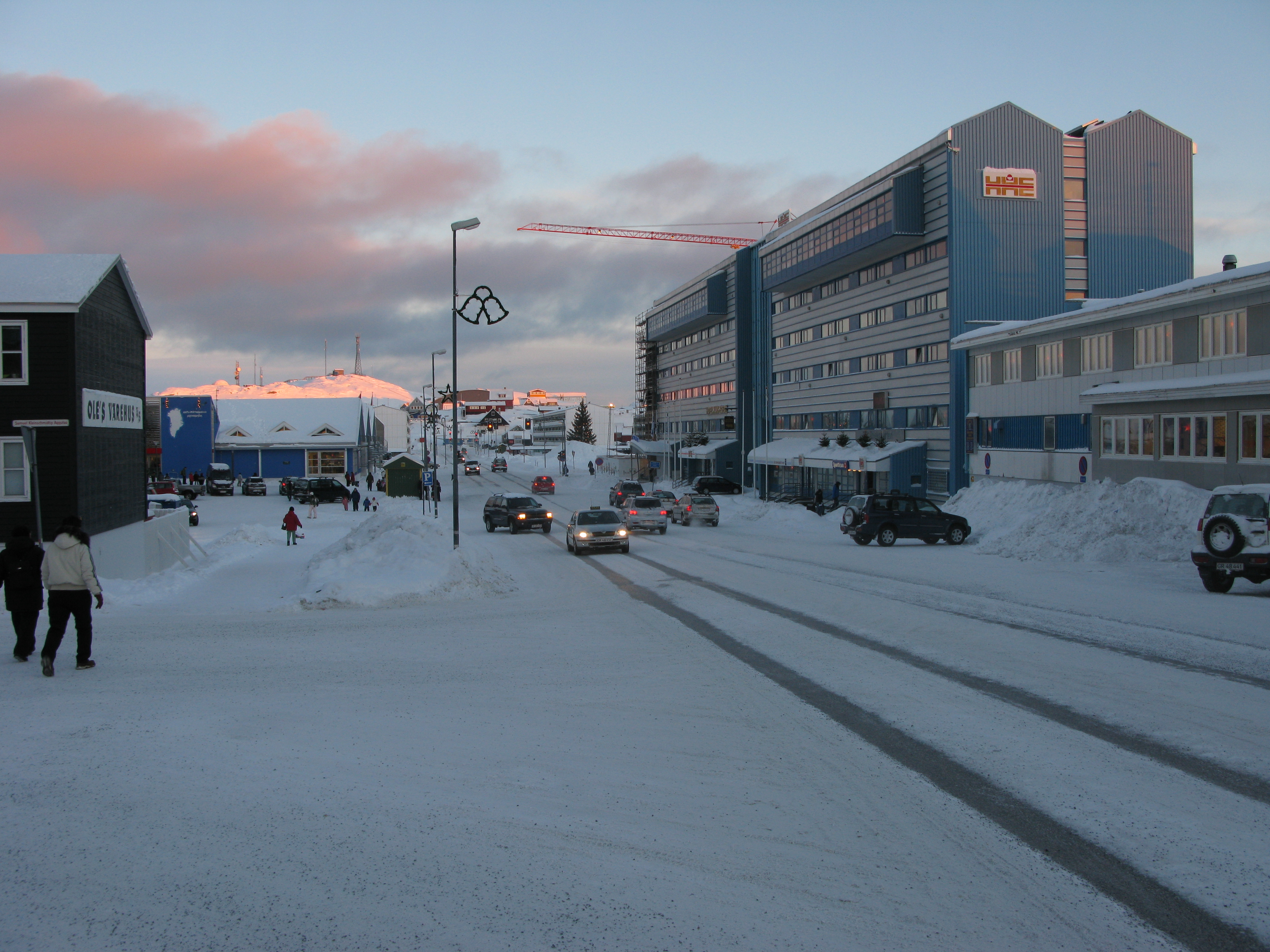
El carrer principal de Nuuk, l'Aqqusinersuaq, amb l'Hotel Hans Egede a la dreta

Nuuk té un aeroport internacional a 4 km al nord-est del centre de la ciutat. Construït el 1979, és una ciutat focal per a Air Greenland, que també té la seu a Nuuk, i opera la seva base tècnica a l'aeroport. Air Iceland vola regularment entre Reykjavík i Nuuk.

### Marítim
A causa de l'alt cost d'enviar productes a Groenlàndia per aire, Nuuk i altres ciutats a Groenlàndia estan connectades a Dinamarca per vaixells de càrrega que naveguen principalment des d'Aalborg durant els mesos més càlids, després que el gel de l'hivern s'hagi fos. Porten roba, farina, medicines, fusta i maquinària i tornen amb gambes i peix.
Durant la major part de l'any, Nuuk és atès dues vegades per setmana pel ferri costaner de l'Artic Umiaq Line, que connecta amb la capital les comunitats de la costa occidental.

### Terrestre
El carrer principal de Nuuk és l'Aqqusinersuaq, amb un bon nombre de botigues i l'Hotel Hans Egede, amb 140 habitacions. La majoria dels 72 autobusos i 2.570 cotxes que hi ha Groenlàndia (al 2005) es troben a Nuuk. Amb els seus 31 autobusos grocs, Nuup Bussii ofereix un servei d'autobús públic a tota la ciutat i té rutes als districtes perifèrics de Nuussuaq i Qinngorput, així com un servei de transport a l'aeroport. No hi ha carreteres que connectin Nuuk amb altres àrees de Groenlàndia.

## Paisatge urbà

### Històric

#### La casa de Hans Edge
La casa de Hans Egede, construïda el 1721 pel missioner danès Hans Egede, és l'edifici més antic de Groenlàndia. Situat prop del port entre altres cases antigues, ara s'utilitza per a recepcions governamentals.

#### Catedral de Nuuk

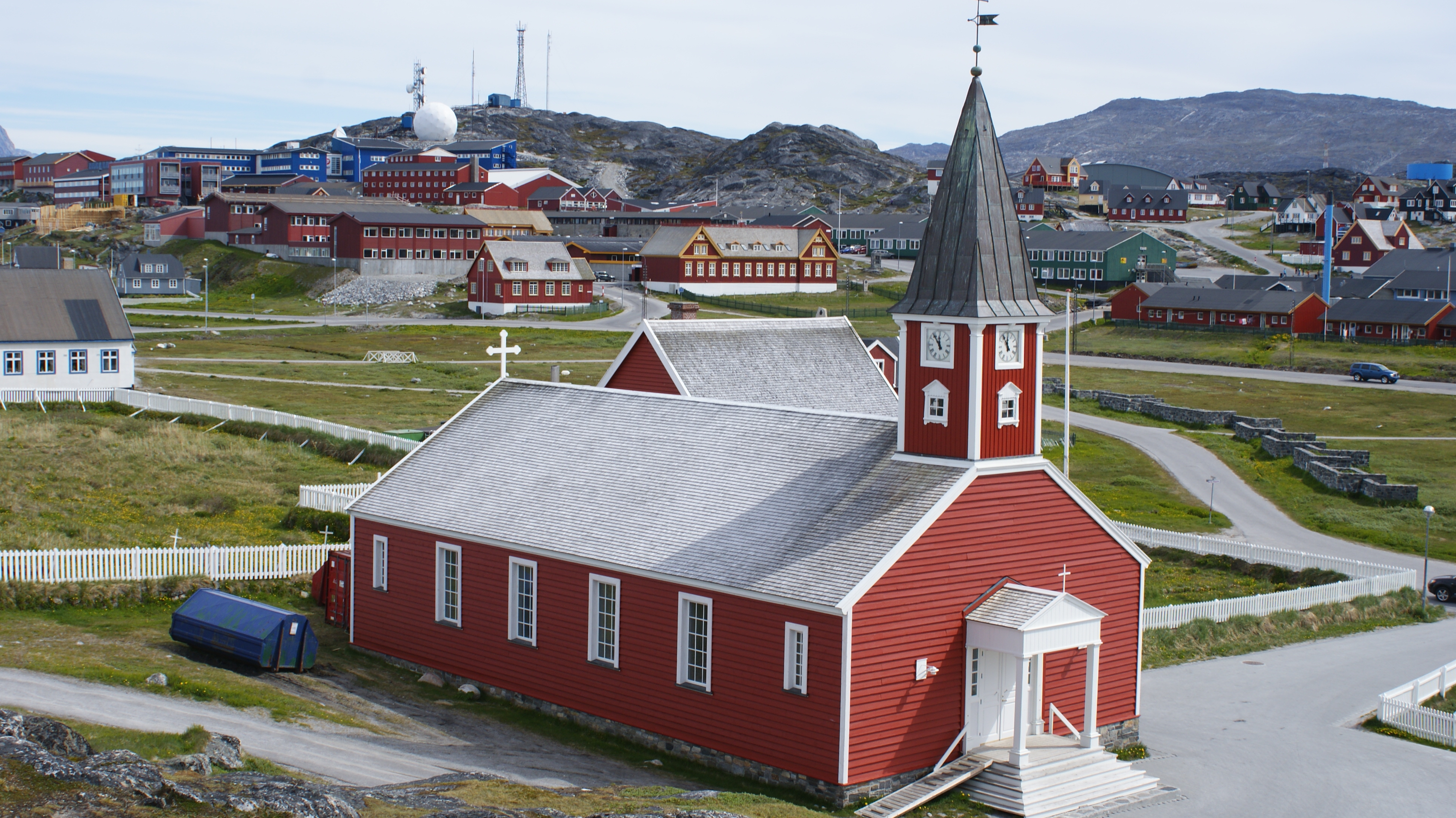
La catedral de Nuuk

L'església de Nostre Senyor de la luterana diòcesi de Groenlàndia va ser construïda el 1849, tot i que el campanar no es va afegir fins al 1884. És un edifici vermell, amb un campanar que inclou quatre rellotge que el converteix en un lloc destacat del paisatge. L'església va rebre l'estatut de catedral de Nuuk el 1994 quan el primer bisbe era Kristian Mørk, seguit el 1995 per Sofie Petersen, nativa de Groenlàndia i la segona dona a Dinamarca en esdevenir bisbe.
La Casa Herrnhut era el centre de la missió de Moràvia de Nova Herrnhut. Altres llocs d'interès són l'església i l'estàtua de Hans Egede.

#### Museu nacional
El Museu Nacional de Groenlàndia es troba a Nuuk i va ser un dels primers museus establerts a Groenlàndia, inaugurat a mitjans anys 1960. El museu té molts artefactes i exhibicions relacionades amb l'arqueologia, la història, l'art i l'artesania de Groenlàndia, i conté les mòmies de Qilakitsoq.

### Cultura

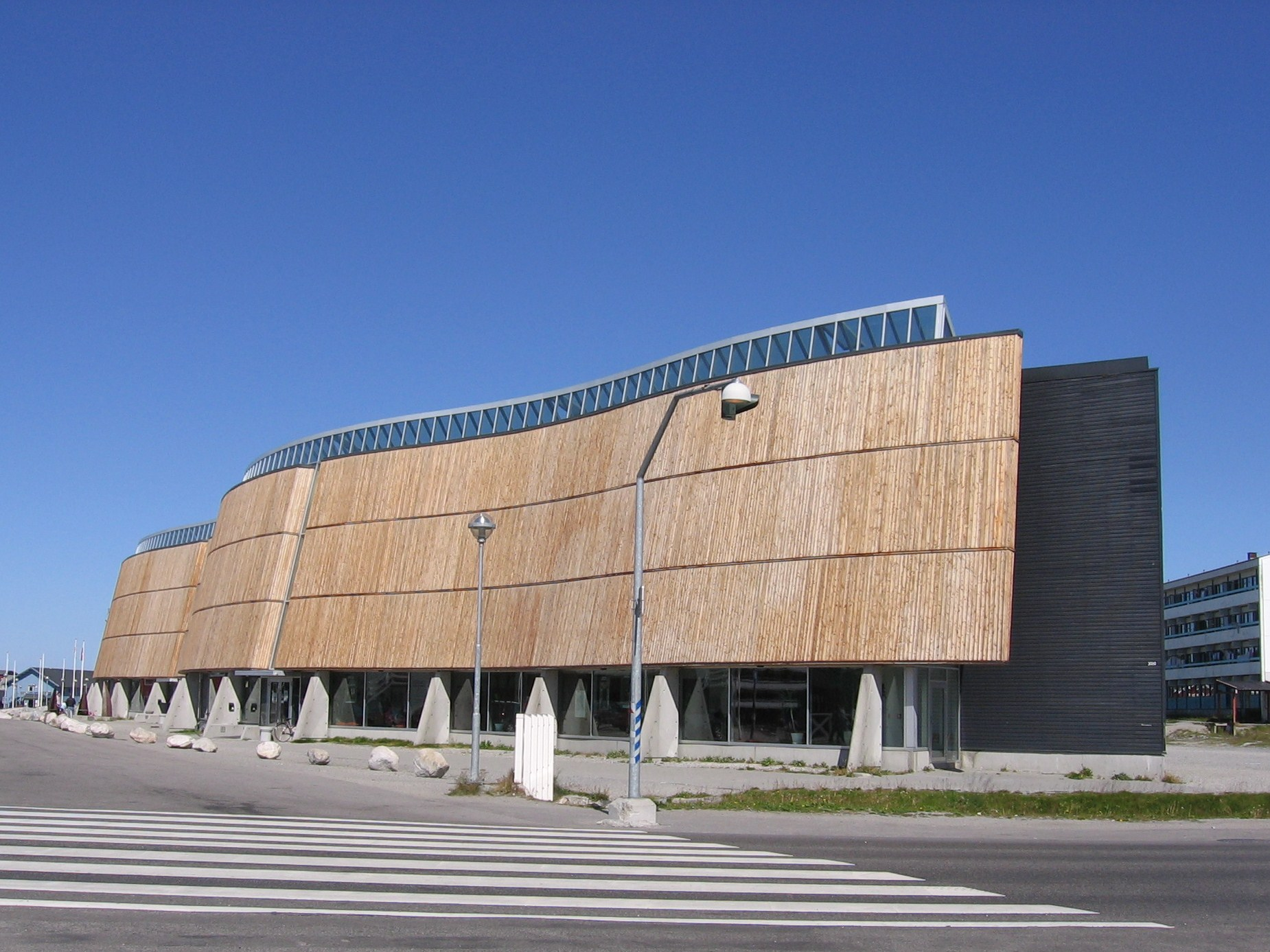
Katuaq

Katuaq és un centre cultural que utilitza per a concerts, pel·lícules, exposicions d'art i conferències. Va ser dissenyat per Schmidt Hammer Lassen i inaugurat el 15 de febrer de 1997. Katuaq conté dues auditories, la més gran de 1.008 seients i la més petita, de 508. El complex també conté una escola d'art, biblioteca, instal·lacions per a reunions, oficines administratives i una cafeteria.
El Museu d'Art de Nuuk és l'únic museu privat d'art i artesania de Groenlàndia. El museu conté una notable col·lecció de pintures locals, aquarel·les, dibuixos i gràfics, alguns d'Andy Warhol; i figures de pedra, marfil i fusta, amb molts elements recollits pels arqueòlegs.

### Educació

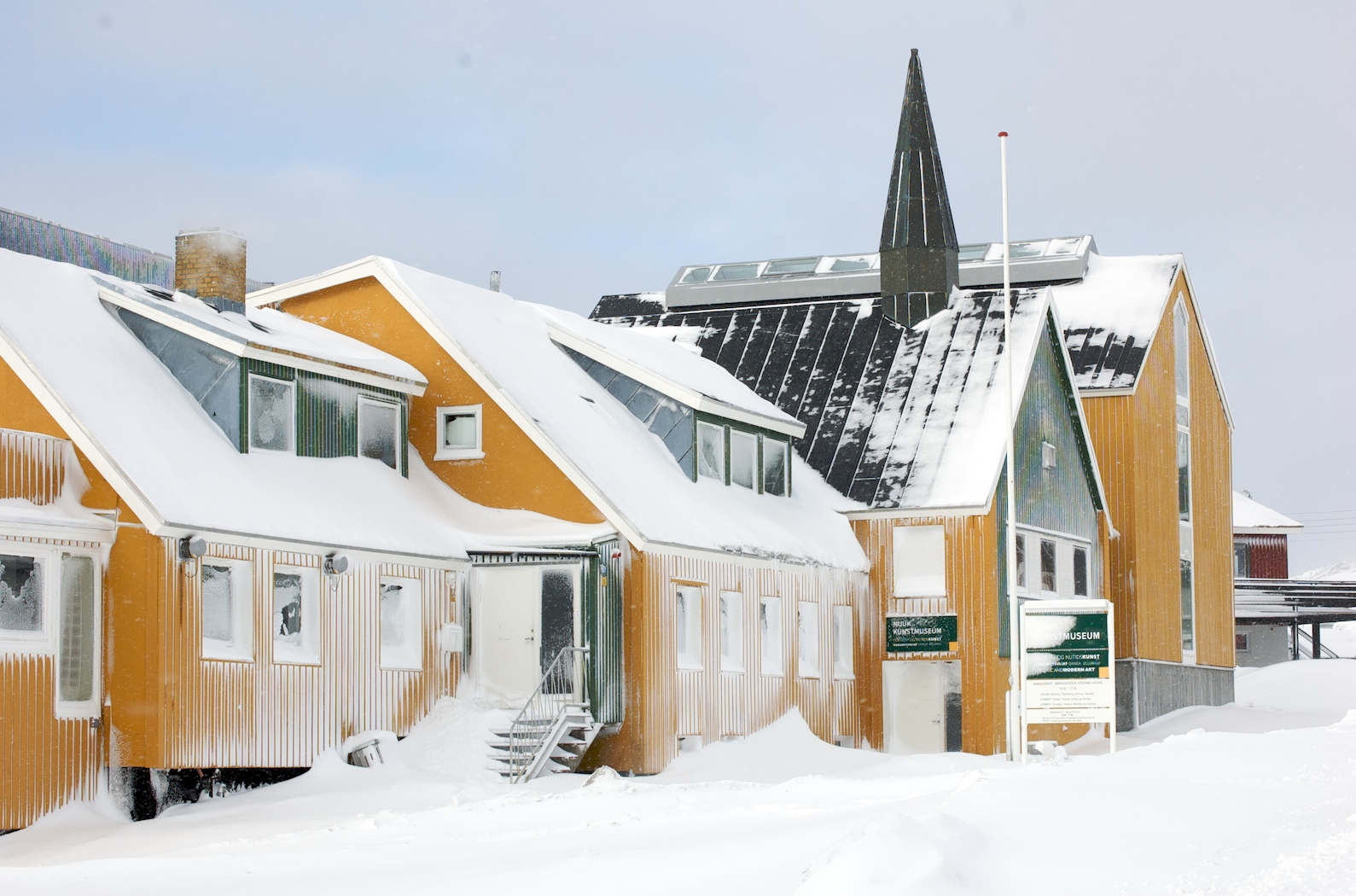
El Museu d'art de Nuuk

Ilisimatusarfik, la Universitat de Groenlàndia, es troba a Nuuk i és la universitat nacional de Groenlàndia. La majoria de cursos s'imparteixen en danès, encara que alguns també són en groenlandès. L'any 2007 la universitat tenia aproximadament 150 estudiants (gairebé tots groenlandesos), uns 14 acadèmics i cinc administradors. La seva biblioteca té aproximadament 30.000 volums.
La Biblioteca nacional de Groenlàndia, ubicada a Nuuk, és la biblioteca de referència més gran del país, dedicada a preservar el patrimoni cultural i la història de Groenlàndia. Les fons de la biblioteca es divideixen entre la biblioteca pública del centre de la ciutat i Ilimmarfik, el campus de la Universitat de Groenlàndia. L'1 de gener de 2008 hi havia 83.324 articles a la base de dades de la biblioteca d'Ilimmarfik.

### Esports

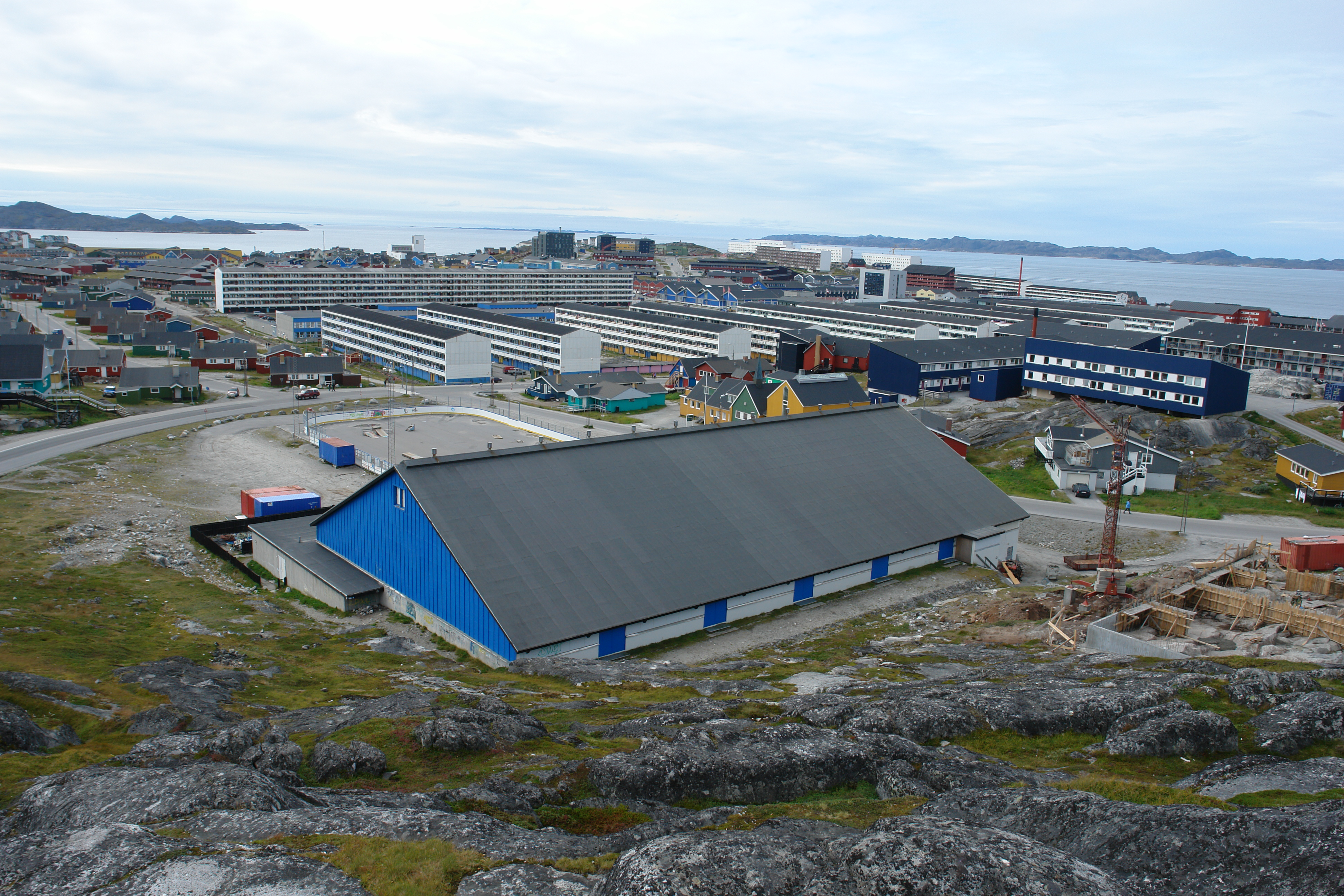
Exterior del Godthåbhallen

Entre els principals clubs esportius de Nuuk hom troba Nuuk IL (establert el 1934), B-67 i GSS Nuuk.
L'estadi de Nuuk és un estadi polivalent, utilitzat sobretot per a futbol. L'estadi té una capacitat de 2.000 persones. L'estadi també es pot utilitzar com a escenari d'entreteniment: la banda de rock escocesa Nazareth va actuar al local. Nuuk també té el Godthåbhallen, un estadi d'handbol. És la seu de l'equip nacional d'handbol de Groenlàndia i té una capacitat de 1.000 persones.
Hi ha un turó on s'hi practica esquí alpí que inclou teleesquí (la diferència d'altitud és d'uns 300 m), a la muntanya de Lille Malene, amb l'estació de la vall propera a la terminal de l'aeroport. També hi ha un camp de golf a Nuuk.

## Fills il·lustres
- Maliina Abelsen, ministra d'Afers Socials de Groenlàndia
- Agnethe Davidsen, la primera dona primera ministra de Grenlàndia
- Jesper Grønkjær, futbolista
- Angaangaq Lyberth, activista política.

## Ciutats agermanades
Nuuk manté una relació d'agermanament amb les ciutats següents:
| - Aalborg, Dinamarca (2002-present) - Vantaa, Finlàndia (1965-present) - Changchun, Xina - Tiverton, Rhode Island, Estats Units - Lyngby-Taarbæk, Dinamarca | - Huddinge, Suècia - Reykjavík, Islàndia - Ushuaia, Argentina - Bocas del Toro, Panamà - Sorong, Indonèsia - Estocolm, Suecia |